# Niccolò Albergati-Ludovisi
Pour les articles homonymes, voir Albergati et Ludovisi.
Ne doit pas être confondu avec Niccolò Albergati.
Niccolò Albergati-Ludovisi (né le 15 septembre 1608 à Bologne, dans l'actuelle région d'Émilie-Romagne, alors dans les États pontificaux et mort le 9 août 1687 à Rome) est un cardinal italien du XVIIe siècle, archevêque de Bologne, doyen du Collège des cardinaux.

## Biographie
Niccolò Albergati-Ludovisi est nommé archevêque de Bologne en 1645. Le pape Innocent X le crée cardinal lors du consistoire du 6 mars 1645. Il est Grand pénitencier à partir de 1650.
Il participe aux conclaves de 1655, 1667, 1669-1670 et 1676. En 1683, il est nommé cardinal-évêque d'Ostie et devient ainsi doyen du Collège des cardinaux primus inter pares.